# Arrondissement di Évreux
L'arrondissement di Évreux è un arrondissement dipartimentale della Francia situato nel dipartimento dell'Eure, nella regione della Normandia.

## Storia
Fu creato nel 1800, sulla base dei preesistenti distretti. Nel 1926 vi fu integrato l'arrondissement soppresso di Louviers.

## Composizione
L'arrondissement è diviso in 237 comuni raggruppati in 15 cantoni,  elencati di seguito:
- cantone di Breteuil
- cantone di Conches-en-Ouche
- cantone di Damville
- cantone di Évreux-Est
- cantone di Évreux-Nord
- cantone di Évreux-Ovest
- cantone di Évreux-Sud
- cantone di Le Neubourg
- cantone di Nonancourt
- cantone di Pacy-sur-Eure
- cantone di Rugles
- cantone di Saint-André-de-l'Eure
- cantone di Verneuil-sur-Avre
- cantone di Vernon-Nord
- cantone di Vernon-Sud